# 万寿台海外開発会社
万寿台海外開発会社(マンスデかいがいかいはつがいしゃ、英:Mansudae Overseas Project Group of Companies, 朝鮮語: 만수대해외개발회사)は朝鮮民主主義人民共和国の建設会社。万寿台創作社の海外事業部門である。

## 概要
アフリカ諸国の記念碑的建造物の建設を多く手掛けており、ナミビアでは大統領府(State House)、および英雄記念碑(National Heroes Acre)を、ベナンではベハンジン像を、セネガルではアフリカ・ルネサンスの像を、ボツワナでは三首長の像の建設を請け負った。
社会主義的なモチーフを持つ北朝鮮製の銅像は一部アフリカ諸国などから高い評価を得ており、年間1,000万ドル程度のビジネス規模ではあるものの北朝鮮にとっては貴重な外貨獲得の手段となってきた。しかし、現地ではピンハネや品質などが問題視されてもいた。
2016年9月に北朝鮮が実施した核実験に対して国際連合安全保障理事会は決議2321を採択し、銅像の輸出が禁じられた。2017年7月のミサイル実験に対しては決議2371が採択され、外貨獲得を封じるため万寿台海外開発会社を含む4団体が制裁の対象となった。制裁後はアフリカで契約解除が起きている他、同社の受注した工事を中国の企業が引き継いでることも報じられている。しかし万寿台創作社は偽装会社を使うなどして引き続き外貨獲得を狙っているとされる。

## ギャラリー

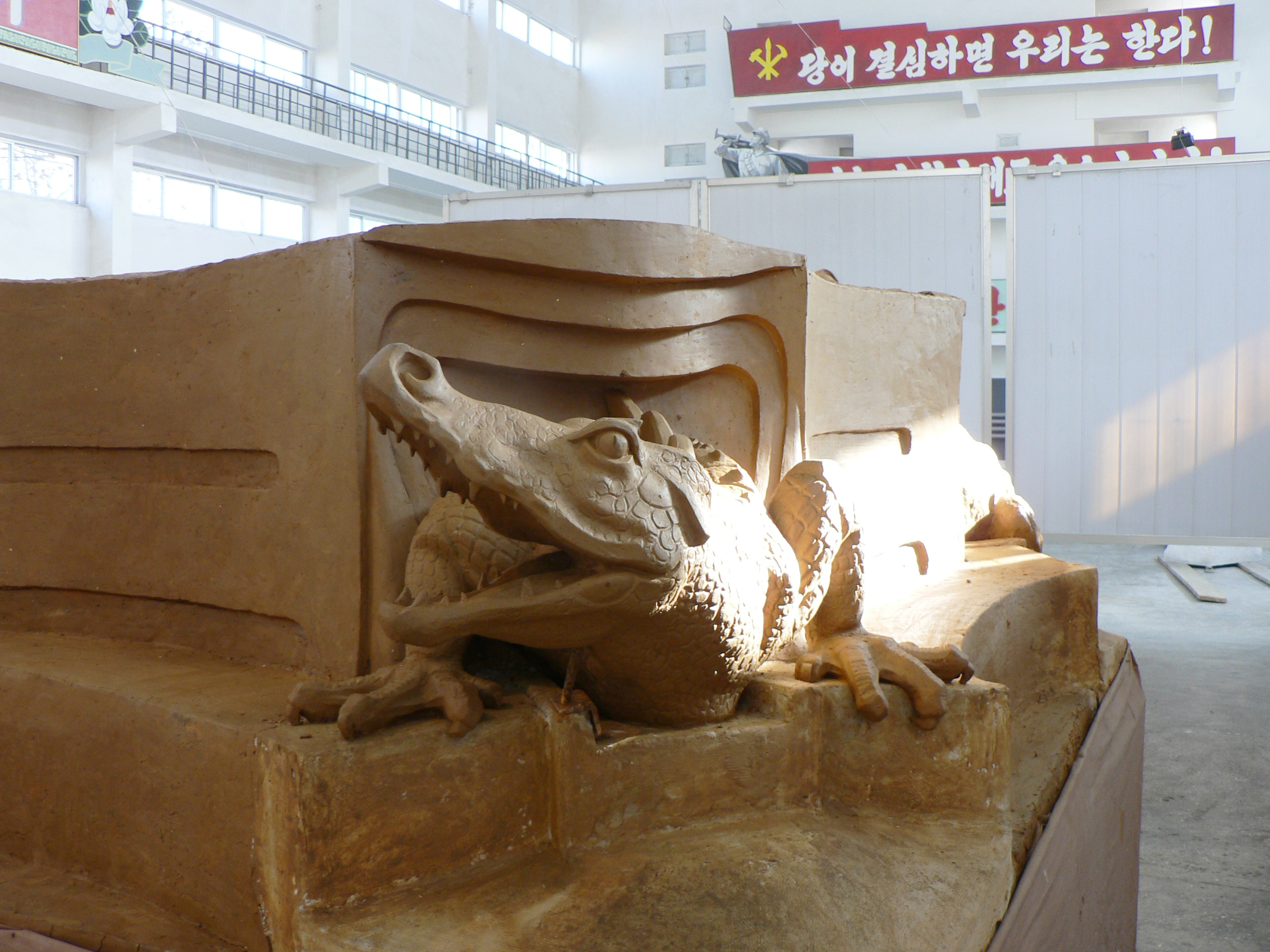
戦時中に金属部分が取り外されたドイツ・フランクフルト・アム・マインの「メルヒェンブルネン」（おとぎ話の噴水）を修復する計画にあたり、古写真から再現された粘土模型